# Geniki Bank
Geniki Bank (grec moderne : Γενική Τράπεζα της Ελλάδας - Geniki Trapeza tis Elladas) est un groupe financier grec qui propose une offre complète de services bancaires et financiers. Elle a été créée en 1937. 
La banque est cotée à la Bourse d'Athènes depuis le 26 janvier 1963.  Le principal actionnaire de la Banque générale de Grèce était le fonds de pension de l'armée grecque, qui en a cédé la majorité du capital à la Société générale en mars 2004. Le nom de la banque est alors devenu Geniki Bank.
En 2011, Geniki Bank dispose de 119 agences en Grèce, ainsi que 3 filiales spécialisées.
En décembre 2012, la Société générale a cédé la totalité de sa participation à Piraeus Bank.